# Lista över världsmästare i längdåkning för damer
Detta är en lista över världsmästare i längdåkning för damer.

## 10 km intervallstart
Debuterade: 1954.
Fram till 2003 gick disciplinen endast i klassisk stil men från och med VM 2005 i Oberstdorf går den vartannat mästerskap (VM och OS inräknat) i klassisk och vartannat i fri stil.
| Spel                  | Guld                            | Silver                          | Brons                           |
| 1954 Falun            | Ljubov Kozyreva (URS)           | Siiri Rantanen (FIN)            | Mirja Hietamies (FIN)           |
| 1958 Lahtis           | Alevtina Koltjina (URS)         | Ljubov Kozyreva (URS)           | Siiri Rantanen (FIN)            |
| 1962 Zakopane         | Alevtina Koltjina (URS)         | Maria Gusakova (URS)            | Radja Jerosjina (URS)           |
| 1966 Oslo             | Klavdia Bojarskich (URS)        | Alevtina Koltjina (URS)         | Toini Gustafsson (SWE)          |
| 1970 Vysoké Tatry     | Alevtina Oljunina (URS)         | Marjatta Kajosmaa (FIN)         | Galina Kulakova (URS)           |
| 1974 Falun            | Galina Kulakova (URS)           | Barbara Petzold (GDR)           | Helena Takalo (FIN)             |
| 1978 Lahtis           | Zinaida Amosova (URS)           | Raisa Smetanina (URS)           | Hilkka Riihivuori (FIN)         |
| 1982 Oslo             | Berit Aunli (NOR)               | Hilkka Riihivuori (FIN)         | Kveta Jeriová (TCH)             |
| 1985 Seefeld          | Anette Bøe (NOR)                | Marja-Liisa Kirvesniemi (FIN)   | Grete Ingeborg Nykkelmo (NOR)   |
| 1987 Oberstdorf       | Anne Jahren (NOR)               | Marjo Matikainen (FIN)          | Brit Pettersen (NOR)            |
| 1989 Lahtis klassiskt | Marja-Liisa Kirvesniemi (FIN)   | Pirkko Määttä (FIN)             | Marjo Matikainen (FIN)          |
| 1989 Lahtis fristil   | Jelena Välbe (URS)              | Marjo Matikainen (FIN)          | Tamara Tichonova (URS)          |
| 1991 Val di Fiemme    | Jelena Välbe (URS)              | Marie-Helene Westin (SWE)       | Tamara Tichonova (URS)          |
| 1993-1999             | Inte inkluderat i VM-programmet | Inte inkluderat i VM-programmet | Inte inkluderat i VM-programmet |
| 2001 Lahtis           | Bente Skari (NOR)               | Olga Danilova (RUS)             | Larisa Lazutina (RUS)           |
| 2003 Val di Fiemme    | Bente Skari (NOR)               | Kristina Šmigun (EST)           | Hilde G. Pedersen (NOR)         |
| 2005 Oberstdorf       | Kateřina Neumannová (CZE)       | Julija Tjepalova (RUS)          | Marit Bjørgen (NOR)             |
| 2007 Sapporo          | Kateřina Neumannová (CZE)       | Olga Savjalova (RUS)            | Arianna Follis (ITA)            |
| 2009 Liberec          | Aino-Kaisa Saarinen (FIN)       | Marianna Longa (ITA)            | Justyna Kowalczyk (POL)         |
| 2011 Oslo             | Marit Bjørgen (NOR)             | Justyna Kowalczyk (POL)         | Aino-Kaisa Saarinen (FIN)       |
| 2013 Val di Fiemme    | Therese Johaug (NOR)            | Marit Bjørgen (NOR)             | Julia Tjekaljova (RUS)          |
| 2015 Falun            | Charlotte Kalla (SWE)           | Jessie Diggins (USA)            | Caitlin Gregg (USA)             |
| 2017 Lahtis           | Marit Bjørgen (NOR)             | Charlotte Kalla (SWE)           | Astrid Jacobsen (NOR)           |
| 2019 Seefeld          | Therese Johaug (NOR)            | Frida Karlsson (SWE)            | Ingvild Flugstad Østberg (NOR)  |
| 2021 Oberstdorf       | Therese Johaug (NOR)            | Frida Karlsson (SWE)            | Ebba Andersson (SWE)            |
| 2023 Planica          | Jessie Diggins (USA)            | Frida Karlsson (SWE)            | Ebba Andersson (SWE)            |
| 2025 Trondheim        | Ebba Andersson (SWE)            | Therese Johaug (NOR)            | Frida Karlsson (SWE)            |

## 3x5 / 4x5 / 4×7,5 km stafett
Debuterade: 1954.
| Spel               | Guld                                                                                 | Silver                                                                                          | Brons                                                                              |
| 3x5 km stafett     |                                                                                      |                                                                                                 |                                                                                    |
| 1954 Falun         | Ljubov Kozyreva Margarita Maslennikova Valentina Tsarjova Sovjetunionen              | Sirkka Polkunen Mirja Hietamies Siiri Rantanen Finland                                          | Anna-Lisa Eriksson Märta Nordberg Sonja Edström Sverige                            |
| 1958 Lahtis        | Radja Jerosjina Alevtina Koltjina Ljubov Kozyreva Sovjetunionen                      | Toini Mikkola-Pöysti Pirkko Korkee Siiri Rantanen Finland                                       | Märta Nordberg Inna Johansson Sonja Edström Sverige                                |
| 1962 Zakopane      | Ljubov Baranova Maria Gusakova Alevtina Koltjina Sovjetunionen                       | Barbro Martinsson Britt Strandberg Toini Gustafsson Sverige                                     | Siiri Rantanen Eeva Ruoppa Mirja Lehtonen Finland                                  |
| 1966 Oslo          | Klavdia Bojarskich Rita Atjkina Alevtina Koltjina Sovjetunionen                      | Ingrid Wigernæs Inger Aufles Berit Mørdre Norge                                                 | Barbro Martinsson Britt Strandberg Toini Gustafsson Sverige                        |
| 1970 Vysoké Tatry  | Nina Fjodorova Galina Kulakova Alevtina Oljunina Sovjetunionen                       | Gabriele Haupt Renata Fischer Anna Unger Östtyskland                                            | Senja Pusula Helena Takalo Marjatta Kajosmaa Finland                               |
| 4x5 km stafett     |                                                                                      |                                                                                                 |                                                                                    |
| 1974 Falun         | Nina Fjodorova Nina Rotjeva Raisa Smetanina Galina Kulakova Sovjetunionen            | Sigrun Krause Petra Hinze Barbara Petzold Veronika Schmidt Östtyskland                          | Alena Bartošová Gabriela Sekajová Miroslava Jaškovská Blanka Paulu Tjeckoslovakien |
| 1978 Lahtis        | Taina Impiö Marja-Liisa Hämäläinen Hilkka Riihivuori Helena Takalo Finland           | Marlies Rostock Birgit Schreiber Barbara Petzold Christel Meinel Östtyskland                    | Nina Rotjeva Zinaida Amosova Raisa Smetanina Galina Kulakova Sovjetunionen         |
| 1982 Oslo          | Anette Bøe Inger Helene Nybråten Berit Aunli Brit Pettersen Norge                    | Ljubov Ljadova Ljubov Zabolotskaja Raisa Smetanina Galina Kulakova Sovjetunionen                | Petra Sölter Carola Anding Barbara Petzold Veronika Hesse Östtyskland              |
| 1985 Seefeld       | Tamara Tichonova Raisa Smetanina Lilija Vasiltjenko Anfisa Reztsova Sovjetunionen    | Anette Bøe Anne Jahren Grete Ingeborg Nykkelmo Berit Aunli Norge                                | Manuela Drescher Gaby Nestler Antje Misersky Ute Noack Östtyskland                 |
| 1987 Oberstdorf    | Antonina Ordina Nina Gavriljuk Larisa Lazutina Anfisa Reztsova Sovjetunionen         | Marianne Dahlmo Nina Skeime Anne Jahren Anette Bøe Norge                                        | Magdalena Wallin Karin Lamberg-Skog Annika Dahlman Marie-Helene Westin Sverige     |
| 1989 Lahtis        | Pirkko Määttä Marja-Liisa Kirvesniemi Jaana Savolainen Marjo Matikainen Finland      | Julia Sjamsjurina Raisa Smetanina Tamara Tichonova Jelena Välbe Sovjetunionen                   | Inger Helene Nybråten Anne Jahren Nina Skeime Marianne Dahlmo Norge                |
| 1991 Val di Fiemme | Ljubov Jegorova Raisa Smetanina Tamara Tichonova Jelena Välbe Sovjetunionen          | Bice Vanzetta Manuela Di Centa Gabriella Paruzzi Stefania Belmondo Italien                      | Solveig Pedersen Inger Helene Nybråten Elin Nilsen Trude Dybendahl Norge           |
| 1993 Falun         | Jelena Välbe Larisa Lazutina Nina Gavriljuk Ljubov Jegorova Ryssland                 | Gabriella Paruzzi Bice Vanzetta Manuela Di Centa Stefania Belmondo Italien                      | Trude Dybendahl Inger Helene Nybråten Anita Moen Elin Nilsen Norge                 |
| 1995 Thunder Bay   | Olga Danilova Jelena Välbe Larisa Lazutina Nina Gavriljuk Ryssland                   | Marit Mikkelsplass Inger Helene Nybråten Elin Nilsen Anita Moen-Guidon Norge                    | Anna Frithioff Marie-Helene Westin Antonina Ordina Anette Fanqvist Sverige         |
| 1997 Trondheim     | Olga Danilova Larisa Lazutina Nina Gavriljuk Jelena Välbe Ryssland                   | Bente Martinsen Marit Mikkelsplass Elin Nilsen Trude Dybendahl Hartz Norge                      | Riikka Sirviö Tuulikki Pyykkönen Kati Pulkkinen Satu Salonen Finland               |
| 1999 Ramsau        | Olga Danilova Larisa Lazutina Anfisa Reztsova Nina Gavriljuk Ryssland                | Sabina Valbusa Gabriella Paruzzi Antonella Confortola Stefania Belmondo Italien                 | Viola Bauer Ramona Roth Evi Sachenbacher Sigrid Wille Tyskland                     |
| 2001 Lahtis        | Olga Danilova Larisa Lazutina Julija Tjepalova Nina Gavriljuk Ryssland               | Anita Moen Bente Skari Elin Nilsen Hilde G. Pedersen Norge                                      | Gabriella Paruzzi Sabina Valbusa Stefania Belmondo Cristina Paluselli Italien      |
| 2003 Val di Fiemme | Manuela Henkel Viola Bauer Claudia Künzel Evi Sachenbacher Tyskland                  | Anita Moen Marit Bjørgen Hilde G. Pedersen Vibeke Skofterud Norge                               | Natalja Korosteljova Olga Savjalova Jelena Burukina Nina Gavriljuk Ryssland        |
| 2005 Oberstdorf    | Vibeke Skofterud Hilde G. Pedersen Kristin Størmer Steira Marit Bjørgen Norge        | Larisa Kurkina Natalia Baranova-Masolkina Jevgenia Medvedeva-Arbuzova Julija Tjepalova Ryssland | Gabriella Paruzzi Antonella Confortola Sabina Valbusa Arianna Follis Italien       |
| 2007 Sapporo       | Virpi Kuitunen Aino-Kaisa Saarinen Riitta-Liisa Roponen Pirjo Manninen Finland       | Stefanie Böhler Viola Bauer Claudia Künzel-Nystad Evi Sachenbacher-Stehle Tyskland              | Vibeke Skofterud Marit Bjørgen Kristin Størmer Steira Astrid Jacobsen Norge        |
| 2009 Liberec       | Pirjo Muranen Virpi Kuitunen Riitta-Liisa Roponen Aino-Kaisa Saarinen Finland        | Katrin Zeller Evi Sachenbacher-Stehle Miriam Gössner Claudia Künzel-Nystad Tyskland             | Lina Andersson Britta Norgren Anna Haag Charlotte Kalla Sverige                    |
| 2011 Oslo          | Vibeke Skofterud Therese Johaug Kristin Størmer Steira Marit Bjørgen Norge           | Ida Ingemarsdotter Anna Haag Britta Johansson Norgren Charlotte Kalla Sverige                   | Pirjo Muranen Aino-Kaisa Saarinen Riitta-Liisa Roponen Krista Lähteenmäki Finland  |
| 2013 Val di Fiemme | Heidi Weng Therese Johaug Kristin Størmer Steira Marit Bjørgen Norge                 | Ida Ingemarsdotter Emma Wikén Anna Haag Charlotte Kalla Sverige                                 | Julia Ivanova Alia Iksanova Maria Gusjtjina Julia Tjekaljova Ryssland              |
| 2015 Falun         | Heidi Weng Therese Johaug Astrid Jacobsen Marit Bjørgen Norge                        | Sofia Bleckur Charlotte Kalla Maria Rydqvist Stina Nilsson Sverige                              | Aino-Kaisa Saarinen Kerttu Niskanen Riitta-Liisa Roponen Krista Pärmäkoski Finland |
| 2017 Lahtis        | Maiken Caspersen Falla Heidi Weng Astrid Jacobsen Marit Bjørgen Norge                | Anna Haag Charlotte Kalla Ebba Andersson Stina Nilsson Sverige                                  | Aino-Kaisa Saarinen Kerttu Niskanen Laura Mononen Krista Pärmäkoski Finland        |
| 2019 Seefeld       | Ebba Andersson Frida Karlsson Charlotte Kalla Stina Nilsson Sverige                  | Heidi Weng Ingvild Flugstad Østberg Astrid Jacobsen Therese Johaug Norge                        | Julia Belorukova Anastasia Sedova Anna Netjajevskaja Natalja Neprjajeva Ryssland   |
| 2021 Oberstdorf    | Tiril Udnes Weng Heidi Weng Therese Johaug Helene Marie Fossesholm Norge             | Jana Kirpitjenko Julia Stupak Tatjana Sorina Natalja Neprjajeva Ryska skidförbundet             | Jasmi Joensuu Johanna Matintalo Riitta-Liisa Roponen Krista Pärmäkoski Finland     |
| 2023 Planica       | Tiril Udnes Weng Astrid Øyre Slind Ingvild Flugstad Østberg Anne Kjersti Kalvå Norge | Laura Gimmler Katharina Hennig Pia Fink Victoria Carl Tyskland                                  | Emma Ribom Ebba Andersson Frida Karlsson Maja Dahlqvist Sverige                    |
| 2025 Trondheim     | Emma Ribom Frida Karlsson Ebba Andersson Jonna Sundling Sverige                      | Heidi Weng Astrid Øyre Slind Therese Johaug Kristin Austgulen Fosnæs Norge                      | Pia Fink Katharina Hennig Helen Hoffmann Victoria Carl Tyskland                    |

## 5 km
Debuterade: 1962. Ströks: 1999.
| Spel               | Guld                            | Silver                          | Brons                           |
| 1962 Zakopane      | Alevtina Koltjina (URS)         | Ljubov Baranova (URS)           | Maria Gusakova (URS)            |
| 1966 Oslo          | Alevtina Koltjina (URS)         | Klavdia Bojarskich (URS)        | Rita Atjkina (URS)              |
| 1970 Vysoké Tatry  | Galina Kulakova (URS)           | Galina Piljusjenko (URS)        | Nina Fjodorova (URS)            |
| 1974 Falun         | Galina Kulakova (URS)           | Blanka Paulu (TCH)              | Raisa Smetanina (URS)           |
| 1978 Lahtis        | Helena Takalo (FIN)             | Hilkka Riihivuori (FIN)         | Raisa Smetanina (URS)           |
| 1982 Oslo          | Berit Aunli (NOR)               | Hilkka Riihivuori (FIN)         | Brit Pettersen (NOR)            |
| 1985 Seefeld       | Anette Bøe (NOR)                | Marja-Liisa Kirvesniemi (FIN)   | Grete Ingeborg Nykkelmo (NOR)   |
| 1987 Oberstdorf    | Marjo Matikainen (FIN)          | Anfisa Reztsova (URS)           | Evi Kratzer (SUI)               |
| 1989               | Inte inkluderat i VM-programmet | Inte inkluderat i VM-programmet | Inte inkluderat i VM-programmet |
| 1991 Val di Fiemme | Trude Dybendahl (NOR)           | Marja-Liisa Kirvesniemi (FIN)   | Manuela Di Centa (ITA)          |
| 1993 Falun         | Larisa Lazutina (RUS)           | Ljubov Jegorova (RUS)           | Trude Dybendahl (NOR)           |
| 1995 Thunder Bay   | Larisa Lazutina (RUS)           | Nina Gavriljuk (RUS)            | Manuela Di Centa (ITA)          |
| 1997 Trondheim     | Jelena Välbe (RUS)              | Stefania Belmondo (ITA)         | Olga Danilova (RUS)             |
| 1999 Ramsau        | Bente Martinsen (NOR)           | Olga Danilova (RUS)             | Kateřina Neumannová (CZE)       |

## 20 km / 30 km / 50 km
Debuterade: 1978.
| Spel                 | Guld                          | Silver                             | Brons                            |
| 20 km intervallstart |                               |                                    |                                  |
| 1978 Lahtis          | Zinaida Amosova (URS)         | Galina Kulakova (URS)              | Helena Takalo (FIN)              |
| 1980 Falun           | Veronika Hesse (GDR)          | Galina Kulakova (URS)              | Raisa Smetanina (URS)            |
| 1982 Oslo            | Raisa Smetanina (URS)         | Berit Aunli (NOR)                  | Hilkka Riihivuori (FIN)          |
| 1985 Seefeld         | Grete Ingeborg Nykkelmo (NOR) | Brit Pettersen (NOR)               | Anette Bøe (NOR)                 |
| 1987 Oberstdorf      | Marie-Helene Westin (SWE)     | Anfisa Reztsova (URS)              | Larisa Ptitsyna (URS)            |
| 30 km intervallstart |                               |                                    |                                  |
| 1989 Lahtis          | Jelena Välbe (URS)            | Larisa Lazutina (URS)              | Marjo Matikainen (FIN)           |
| 1991 Val di Fiemme   | Ljubov Jegorova (URS)         | Jelena Välbe (URS)                 | Manuela Di Centa (ITA)           |
| 1993 Falun           | Stefania Belmondo (ITA)       | Manuela Di Centa (ITA)             | Ljubov Jegorova (RUS)            |
| 1995 Thunder Bay     | Jelena Välbe (RUS)            | Manuela Di Centa (ITA)             | Antonina Ordina (SWE)            |
| 1997 Trondheim       | Jelena Välbe (RUS)            | Stefania Belmondo (ITA)            | Marit Mikkelsplass (NOR)         |
| 1999 Ramsau          | Larisa Lazutina (RUS)         | Olga Danilova (RUS)                | Kristina Šmigun (EST)            |
| 2001                 | Inställt                      | Inställt                           | Inställt                         |
| 2003 Val di Fiemme   | Olga Savjalova (RUS)          | Jelena Burukina (RUS)              | Kristina Šmigun (EST)            |
| 30 km masstart       |                               |                                    |                                  |
| 2005 Oberstdorf      | Marit Bjørgen (NOR)           | Virpi Kuitunen (FIN)               | Natalia Baranova-Masolkina (RUS) |
| 2007 Sapporo         | Virpi Kuitunen (FIN)          | Kristin Størmer Steira (NOR)       | Therese Johaug (NOR)             |
| 2009 Liberec         | Justyna Kowalczyk (POL)       | Jevgenija Medvedeva-Arbuzova (RUS) | Valentyna Sjevtjenko (UKR)       |
| 2011 Oslo            | Therese Johaug (NOR)          | Marit Bjørgen (NOR)                | Justyna Kowalczyk (POL)          |
| 2013 Val di Fiemme   | Marit Bjørgen (NOR)           | Justyna Kowalczyk (POL)            | Therese Johaug (NOR)             |
| 2015 Falun           | Therese Johaug (NOR)          | Marit Bjørgen (NOR)                | Charlotte Kalla (SWE)            |
| 2017 Lahtis          | Marit Bjørgen (NOR)           | Heidi Weng (NOR)                   | Astrid Jacobsen (NOR)            |
| 2019 Seefeld         | Therese Johaug (NOR)          | Ingvild Flugstad Østberg (NOR)     | Frida Karlsson (SWE)             |
| 2021 Oberstdorf      | Therese Johaug (NOR)          | Heidi Weng (NOR)                   | Frida Karlsson (SWE)             |
| 2023 Planica         | Ebba Andersson (SWE)          | Anne Kjersti Kalvå (NOR)           | Frida Karlsson (SWE)             |
| 50 km masstart       |                               |                                    |                                  |
| 2025 Trondheim       | Frida Karlsson (SWE)          | Heidi Weng (NOR)                   | Therese Johaug (NOR)             |

## 15 km
Debuterade: 1989. Ströks: 2003.
| Spel               | Guld                    | Silver                        | Brons                       |
| Intervallstart     |                         |                               |                             |
| 1989 Lahtis        | Marjo Matikainen (FIN)  | Marja-Liisa Kirvesniemi (FIN) | Pirkko Määttä (FIN)         |
| 1991 Val di Fiemme | Jelena Välbe (URS)      | Trude Dybendahl (NOR)         | Stefania Belmondo (ITA)     |
| 1993 Falun         | Jelena Välbe (RUS)      | Marja-Liisa Kirvesniemi (FIN) | Marjut Rolig (FIN)          |
| 1995 Thunder Bay   | Larisa Lazutina (RUS)   | Jelena Välbe (RUS)            | Inger Helene Nybråten (NOR) |
| 1997 Trondheim     | Jelena Välbe (RUS)      | Stefania Belmondo (ITA)       | Kateřina Neumannová (CZE)   |
| 1999 Ramsau        | Stefania Belmondo (ITA) | Kristina Šmigun (EST)         | Maria Theurl (AUT)          |
| 2001 Lahtis        | Bente Skari (NOR)       | Olga Danilova (RUS)           | Kaisa Varis (FIN)           |
| Masstart           |                         |                               |                             |
| 2003 Val di Fiemme | Bente Skari (NOR)       | Kristina Šmigun (EST)         | Olga Savjalova (RUS)        |

## Skiathlon
Debuterade: 1993.
| Spel                                                                        | Guld                    | Silver                         | Brons                         |
| 5 km klassisk åkning med intervallstart + 10 km fristils-jakt. Olika dagar. |                         |                                |                               |
| 1993 Falun                                                                  | Stefania Belmondo (ITA) | Larisa Lazutina (RUS)          | Ljubov Jegorova (RUS)         |
| 1995 Thunder Bay                                                            | Larisa Lazutina (RUS)   | Nina Gavriljuk (RUS)           | Olga Danilova (RUS)           |
| 1997 Trondheim                                                              | Jelena Välbe (RUS)      | Stefania Belmondo (ITA)        | Nina Gavriljuk (RUS)          |
| 1999 Ramsau                                                                 | Stefania Belmondo (ITA) | Nina Gavriljuk (RUS)           | Irina Terelia Taranenko (UKR) |
| 5 km klassisk åkning med intervallstart + 5 km fristils-jakt. Samma dag.    |                         |                                |                               |
| 2001 Lahtis                                                                 | Virpi Kuitunen (FIN)    | Larisa Lazutina (RUS)          | Olga Danilova (RUS)           |
| 5 km klassisk åkning med masstart + 5 km fristils-jakt                      |                         |                                |                               |
| 2003 Val di Fiemme                                                          | Kristina Šmigun (EST)   | Evi Sachenbacher (GER)         | Olga Savjalova (RUS)          |
| 7,5 km klassisk åkning med masstart - skidbyte - 7,5 km fristils-jakt.      |                         |                                |                               |
| 2005 Oberstdorf                                                             | Julija Tjepalova (RUS)  | Marit Bjørgen (NOR)            | Kristin Størmer Steira (NOR)  |
| 2007 Sapporo                                                                | Olga Savjalova (RUS)    | Kateřina Neumannová (CZE)      | Kristin Størmer Steira (NOR)  |
| 2009 Liberec                                                                | Justyna Kowalczyk (POL) | Kristin Størmer Steira (NOR)   | Aino-Kaisa Saarinen (FIN)     |
| 2011 Oslo                                                                   | Marit Bjørgen (NOR)     | Justyna Kowalczyk (POL)        | Therese Johaug (NOR)          |
| 2013 Val di Flemme                                                          | Marit Bjørgen (NOR)     | Therese Johaug (NOR)           | Heidi Weng (NOR)              |
| 2015 Falun                                                                  | Therese Johaug (NOR)    | Astrid Jacobsen (NOR)          | Charlotte Kalla (SWE)         |
| 2017 Lahtis                                                                 | Marit Bjørgen (NOR)     | Krista Pärmäkoski (FIN)        | Charlotte Kalla (SWE)         |
| 2019 Seefeld                                                                | Therese Johaug (NOR)    | Ingvild Flugstad Østberg (NOR) | Natalja Neprjajeva (RUS)      |
| 2021 Oberstdorf                                                             | Therese Johaug (NOR)    | Frida Karlsson (SWE)           | Ebba Andersson (SWE)          |
| 2023 Planica                                                                | Ebba Andersson (SWE)    | Frida Karlsson (SWE)           | Astrid Øyre Slind (NOR)       |
| 10 km klassisk åkning med masstart - skidbyte - 10 km fristils-jakt         |                         |                                |                               |
| 2025 Trondheim                                                              | Ebba Andersson (SWE)    | Therese Johaug (NOR)           | Jonna Sundling (SWE)          |

## Individuell sprint
Debuterade: 2001. Vartannat mästerskap (VM och OS inräknat) går diciplinen i klassisk stil och vartannat i fri stil.
| Spel               | Guld                  | Silver                        | Brons                   |
| 2001 Lahtis        | Pirjo Manninen (FIN)  | Kati Sundqvist (FIN)          | Julija Tjepalova (RUS)  |
| 2003 Val di Fiemme | Marit Bjørgen (NOR)   | Claudia Künzel (GER)          | Hilde G. Pedersen (NOR) |
| 2005 Oberstdorf    | Emelie Öhrstig (SWE)  | Lina Andersson (SWE)          | Sara Renner (CAN)       |
| 2007 Sapporo       | Astrid Jacobsen (NOR) | Petra Majdič (SLO)            | Virpi Kuitunen (FIN)    |
| 2009 Liberec       | Arianna Follis (ITA)  | Kikkan Randall (USA)          | Pirjo Muranen (FIN)     |
| 2011 Oslo          | Marit Bjørgen (NOR)   | Arianna Follis (ITA)          | Petra Majdič (SLO)      |
| 2013 Val di Fiemme | Marit Bjørgen (NOR)   | Ida Ingemarsdotter (SWE)      | Maiken C. Falla (NOR)   |
| 2015 Falun         | Marit Bjørgen (NOR)   | Stina Nilsson (SWE)           | Maiken C. Falla (NOR)   |
| 2017 Lahtis        | Maiken C. Falla (NOR) | Jessica Diggins (USA)         | Kikkan Randall (USA)    |
| 2019 Seefeld       | Maiken C. Falla (NOR) | Stina Nilsson (SWE)           | Mari Eide (NOR)         |
| 2021 Oberstdorf    | Jonna Sundling (SWE)  | Maiken Caspersen Falla (NOR)  | Anamarija Lampič (SLO)  |
| 2023 Planica       | Jonna Sundling (SWE)  | Emma Ribom (SWE)              | Maja Dahlqvist (SWE)    |
| 2025 Trondheim     | Jonna Sundling (SWE)  | Kristine Stavås Skistad (NOR) | Nadine Fähndrich (SUI)  |

## Lagsprint
Debuterade: 2005. Vartannat mästerskap (VM och OS inräknat) går diciplinen i klassisk stil och vartannat i fri stil.
| Spel               | Guld                                                  | Silver                                                 | Brons                                                 |
| 2005 Oberstdorf    | Hilde G. Pedersen Marit Bjørgen Norge                 | Riitta Liisa Lassila Pirjo Manninen Finland            | Julija Tjepalova Alena Sidko Ryssland                 |
| 2007 Sapporo       | Riitta-Liisa Roponen Virpi Kuitunen Finland           | Evi Sachenbacher-Stehle Claudia Künzel-Nystad Tyskland | Astrid Jacobsen Marit Bjørgen Norge                   |
| 2009 Liberec       | Aino-Kaisa Saarinen Virpi Kuitunen Finland            | Anna Olsson Lina Andersson Sverige                     | Arianna Follis Marianna Longa Italien                 |
| 2011 Oslo          | Ida Ingemarsdotter Charlotte Kalla Sverige            | Aino-Kaisa Saarinen Krista Lähteenmäki Finland         | Maiken Caspersen Falla Astrid Jacobsen Norge          |
| 2013 Val di Fiemme | Jessie Diggins Kikkan Randall USA                     | Charlotte Kalla Ida Ingemarsdotter Sverige             | Riikka Sarasoja-Lilja Krista Lähteenmäki Finland      |
| 2015 Falun         | Ingvild Flugstad Østberg Maiken Caspersen Falla Norge | Ida Ingemarsdotter Stina Nilsson Sverige               | Justyna Kowalczyk Sylwia Jaśkowiec Polen              |
| 2017 Lahtis        | Heidi Weng Maiken Caspersen Falla Norge               | Julija Belorukova Natalja Matvejeva Ryssland           | Sadie Bjornsen Jessica Diggins USA                    |
| 2019 Seefeld       | Stina Nilsson Maja Dahlqvist Sverige                  | Katja Višnar Anamarija Lampič Slovenien                | Maiken Caspersen Falla Ingvild Flugstad Østberg Norge |
| 2021 Oberstdorf    | Maja Dahlqvist Jonna Sundling Sverige                 | Laurien van der Graaff Nadine Fähndrich Schweiz        | Eva Urevc Anamarija Lampič Slovenien                  |
| 2023 Planica       | Emma Ribom Jonna Sundling Sverige                     | Anne Kjersti Kalvå Tiril Udnes Weng Norge              | Jessie Diggins Julia Kern USA                         |
| 2025 Trondheim     | Jonna Sundling Maja Dahlqvist Sverige                 | Jessie Diggins Julia Kern USA                          | Anja Weber Nadine Fähndrich Schweiz                   |

## Medaljliga
Uppdaterad efter VM 2023.
| Pl.                   | Nation                | Guld | Silver | Brons | Totalt |
| --------------------- | --------------------- | ---- | ------ | ----- | ------ |
| 1                     | Norge                 | 48   | 26     | 31    | 105    |
| 2                     | Sovjetunionen*        | 27   | 15     | 12    | 54     |
| 3                     | Ryssland              | 19   | 17     | 17    | 53     |
| 4                     | Finland               | 14   | 20     | 23    | 57     |
| 5                     | Sverige               | 12   | 20     | 19    | 51     |
| 6                     | Italien               | 5    | 11     | 8     | 24     |
| 7                     | USA                   | 2    | 3      | 4     | 9      |
| 8                     | Polen                 | 2    | 3      | 3     | 8      |
| 9                     | Tjeckien              | 2    | 1      | 2     | 5      |
| 10                    | Tyskland              | 1    | 6      | 1     | 8      |
| 11                    | Östtyskland*          | 1    | 4      | 2     | 7      |
| 12                    | Estland               | 1    | 3      | 2     | 6      |
| 13                    | Slovenien             | 0    | 3      | 2     | 5      |
| 14                    | Tjeckoslovakien*      | 0    | 1      | 2     | 3      |
| 15                    | Schweiz               | 0    | 1      | 1     | 2      |
| 16                    | Ryska skidförbundet*  | 0    | 1      | 0     | 1      |
| 17                    | Ukraina               | 0    | 0      | 2     | 2      |
| 18                    | Österrike             | 0    | 0      | 1     | 1      |
| 18                    | Kanada                | 0    | 0      | 1     | 1      |
| Totalt antal medaljer | Totalt antal medaljer | 134  | 134    | 134   | 402    |

* = ej längre aktivt land eller lag.

## Medaljer efter utövare
Totalt
Utövare med minst 3 guld eller 4 medaljer (individuellt och stafett) 
| Plac. | Utövare                  | Guld | Silver | Brons | Totalt |
| ----- | ------------------------ | ---- | ------ | ----- | ------ |
| 1     | Marit Bjørgen            | 18   | 5      | 3     | 26     |
| 2     | Jelena Välbe             | 14   | 3      | 0     | 17     |
| 3     | Therese Johaug           | 14   | 2      | 3     | 19     |
| 4     | Larisa Lazutina          | 11   | 3      | 2     | 16     |
| 5     | Alevtina Koltjina        | 7    | 1      | 0     | 8      |
| 6     | Jonna Sundling           | 7    | 0      | 1     | 8      |
| 7     | Nina Gavriljuk           | 6    | 3      | 2     | 11     |
| 8     | Ebba Andersson           | 6    | 1      | 4     | 11     |
| 9     | Virpi Kuitunen           | 6    | 1      | 1     | 8      |
| 10    | Galina Kulakova          | 5    | 3      | 2     | 10     |
| 11    | Heidi Weng               | 5    | 3      | 1     | 9      |
| 12    | Bente Skari              | 5    | 2      | 0     | 7      |
| 13    | Maiken Caspersen Falla   | 5    | 1      | 4     | 10     |
| 14    | Stefania Belmondo        | 4    | 7      | 2     | 12     |
| 15    | Olga Danilova            | 4    | 4      | 3     | 11     |
| 16    | Raisa Smetanina          | 4    | 3      | 4     | 11     |
| 17    | Aino-Kaisa Saarinen      | 4    | 1      | 5     | 10     |
| 18    | Charlotte Kalla          | 3    | 6      | 4     | 13     |
| 19    | Frida Karlsson           | 3    | 5      | 4     | 13     |
| 20    | Marja-Liisa Kirvesniemi  | 3    | 5      | 0     | 8      |
| 21    | Astrid Jacobsen          | 3    | 2      | 5     | 10     |
| 22    | Kristin Størmer Steira   | 3    | 2      | 3     | 8      |
| 23    | Marjo Matikainen         | 3    | 2      | 2     | 7      |
| 24    | Anette Bøe               | 3    | 2      | 1     | 6      |
| 25    | Anfisa Reztsova          | 3    | 2      | 0     | 5      |
| 25    | Berit Aunli              | 3    | 2      | 0     | 5      |
| 27    | Riitta-Liisa Roponen     | 3    | 1      | 3     | 7      |
| 28    | Ljubov Jegorova          | 3    | 1      | 2     | 6      |
| 28    | Pirjo Muranen            | 3    | 1      | 2     | 6      |
| 30    | Ljubov Kozyreva          | 3    | 1      | 0     | 4      |
|       | Maja Dahlqvist           | 3    | 0      | 2     | 4      |
| 31    | Stina Nilsson            | 2    | 5      | 0     | 7      |
| 32    | Justyna Kowalczyk        | 2    | 3      | 3     | 8      |
| 33    | Ingvild Flugstad Østberg | 2    | 3      | 2     | 7      |
| 34    | Jessica Diggins          | 2    | 2      | 2     | 6      |
| 34    | Hilde G. Pedersen        | 2    | 2      | 2     | 6      |
| 34    | Julija Tjepalova         | 2    | 2      | 2     | 6      |
| 37    | Olga Savjalova           | 2    | 1      | 3     | 6      |
| 38    | Kateřina Neumannová      | 2    | 1      | 2     | 5      |
| 38    | Tamara Tichonova         | 2    | 1      | 2     | 5      |
| 39    | Vibeke Skofterud         | 2    | 1      | 1     | 4      |
| 41    | Helena Takalo            | 2    | 0      | 3     | 5      |
| 43    | Ida Ingemarsdotter       | 1    | 5      | 0     | 6      |
| 44    | Evi Sachenbacher-Stehle  | 1    | 4      | 1     | 6      |
| 45    | Claudia Künzel-Nystad    | 1    | 4      | 0     | 5      |
| 46    | Hilkka Riihivuori        | 1    | 3      | 2     | 6      |
| 46    | Kristina Šmigun          | 1    | 3      | 2     | 6      |
| 48    | Trude Dybendahl          | 1    | 2      | 3     | 6      |
| 49    | Anne Jahren              | 1    | 2      | 1     | 4      |
| 50    | Inger Helene Nybråten    | 1    | 1      | 4     | 6      |
| 51    | Arianna Follis           | 1    | 1      | 3     | 5      |
| 52    | Grete Ingeborg Nykkelmo  | 1    | 1      | 2     | 4      |
| 52    | Brit Pettersen           | 1    | 1      | 2     | 4      |
| 52    | Marie-Helene Westin      | 1    | 1      | 2     | 4      |

*Sorterad efter medaljer och valör
Oturslistan
Flest medaljer utan ett guld (individuellt och stafett)
| Plac. | Utövare           | Guld | Silver | Brons | Totalt |
| 1     | Manuela Di Centa  | 0    | 4      | 3     | 7      |
| 1     | Krista Pärmäkoski | 0    | 2      | 5     | 7      |
| 2     | Elin Nilsen       | 0    | 3      | 2     | 5      |
| 2     | Gabriella Paruzzi | 0    | 3      | 2     | 5      |
| 2     | Siiri Rantanen    | 0    | 3      | 2     | 5      |
| 5     | Anna Haag         | 0    | 3      | 1     | 4      |
| 5     | Anita Moen-Guidon | 0    | 3      | 1     | 4      |
| 5     | Barbara Petzold   | 0    | 3      | 1     | 4      |